# صنایع قطر
صنایع قطر (عربی: صناعات قطر) شرکت صنایع شیمیایی قطری است، که در سال ۲۰۰۳ تأسیس شد.